# Ragnar Bragvin Andresen
Ragnar Bragvin Andresen (* 1. Februar 1988) ist ein norwegischer Skilangläufer.

## Werdegang
Andresen gab im Januar 2007 in Sjusjøen über 10 km Freistil sein Debüt im Scandinavian Cup und erzielte seine erste Punkteplatzierung im Dezember 2008 mit Rang 29 im Sprint in Lygna. Bei den Rollerski-Weltmeisterschaften 2009 in Piglio gewann er mit der norwegischen Staffel die Bronzemedaille. Im Rollerski-Weltcup 2010 erzielte Andresen insgesamt vier Siege und beendete die Saison auf Rang zwei der Gesamtwertung. Bei den Rollerski-Weltmeisterschaften 2011 und 2019 gewann er Gold im Sprint. Im Jahr 2013, 2015 und 2017 wurde Andresen jeweils Rollerski-Weltmeister im Teamsprint und gewann 2013 zudem Bronze und 2019 Silber im Sprint. Im Sommer 2017 errang er mit zwei zweiten und einen dritten Platz den dritten Platz in der Gesamtwertung des Rollerski-Weltcups.

## Erfolge

### Medaillen bei Rollerski-Weltmeisterschaften
- 2009 in Piglio: Silber mit der Staffel
- 2011 in Aure und Kristiansund: Gold im Sprint
- 2013 in Bad Peterstal: Gold im Teamsprint, Bronze im Sprint
- 2015 im Val di Fiemme: Gold im Teamsprint
- 2017 in Sollefteå: Gold im Teamsprint
- 2019 in Madona: Gold im Sprint, Silber im Teamsprint
- 2021 im Val di Fiemme: Silber im Teamsprint

### Siege bei Rollerski-Weltcuprennen

#### Rollerski-Weltcup-Siege im Einzel
| Nr. | Datum              | Ort               | Disziplin                    |
| --- | ------------------ | ----------------- | ---------------------------- |
| 1.  | 4. Juli 2008       | Markkleeberg      | 0,16 km Sprint Freistil      |
| 2.  | 18. Juli 2009      | Markkleeberg      | 0,165 km Sprint Freistil     |
| 3.  | 8. August 2009     | Kristiansund      | 0,2 km Sprint Freistil       |
| 4.  | 14. August 2010    | Kristiansund      | 0,2 km Sprint Freistil       |
| 5.  | 11. September 2010 | Cuneo             | 24,2 km Freistil Massenstart |
| 6.  | 12. September 2010 | Chiusa di Pesio   | 0,2 km Sprint Freistil       |
| 7.  | 26. September 2010 | Thessaloniki      | 0,2 km Sprint Freistil       |
| 8.  | 13. August 2011    | Kristiansund (WM) | Sprint Freistil              |
| 9.  | 7. Juli 2012       | Markkleeberg      | 0,2 km Sprint Freistil       |
| 10. | 10. Juli 2015      | Oroslavje         | 12,5 km Freistil Massenstart |
| 11. | 9. August 2019     | Madona (WM)       | Sprint Freistil              |

#### Rollerski-Weltcup-Siege im Team
| Nr. | Datum              | Ort                | Disziplin                         |
| --- | ------------------ | ------------------ | --------------------------------- |
| 1.  | 13. August 2010    | Kristiansund       | 6 × 2,2 km Teamsprint Freistil 1  |
| 2.  | 2. September 2013  | Bad Peterstal (WM) | 10 × 1,4 km Teamsprint Freistil 2 |
| 3.  | 26. September 2015 | Val di Fiemme (WM) | 10 × 2,3 km Teamsprint Freistil 3 |
| 3.  | 6. August 2017     | Sollefteå (WM)     | Teamsprint Freistil 4             |